# Pro D2 2001-02
El Pro D2 2001-02 fue la segunda edición de la segunda categoría profesional del rugby francés.

## Modo de disputa
El torneo se disputó en formato de todos contra todos en condición de local y de visitante en su fase regular, el equipo que se ubicó en la primera posición se coronó campeón del torneo.
Los últimos dos equipos al finalizar el torneo descendieron directamente a la tercera división.

## Clasificación
| Pos. | Equipo        | Encuentros | Encuentros | Encuentros | Encuentros | Tantos | Tantos | Tantos | Puntos |
| Pos. | Equipo        | PJ         | PG         | PE         | PP         | F      | C      | Dif    | Puntos |
| ---- | ------------- | ---------- | ---------- | ---------- | ---------- | ------ | ------ | ------ | ------ |
| 1.º  | Stade Montois | 30         | 25         | 1          | 4          | 939    | 563    | 376    | 81     |
| 2.º  | FC Grenoble   | 30         | 24         | 1          | 5          | 892    | 500    | 392    | 79     |
| 3.º  | Brive         | 30         | 22         | 0          | 8          | 1009   | 516    | 493    | 74     |
| 4.º  | Tarbes        | 30         | 20         | 2          | 8          | 819    | 528    | 291    | 72     |
| 5.º  | Auch          | 30         | 16         | 1          | 13         | 756    | 689    | 67     | 63     |
| 6.º  | Toulon        | 30         | 15         | 2          | 13         | 729    | 640    | 89     | 62     |
| 7.º  | Montpellier   | 30         | 16         | 0          | 14         | 770    | 706    | 64     | 44     |
| 8.º  | Aurillac      | 30         | 14         | 2          | 14         | 694    | 743    | -49    | 60     |
| 9.º  | Bayonne       | 30         | 12         | 3          | 15         | 652    | 686    | -34    | 57     |
| 10.º | Tyrosse       | 30         | 10         | 2          | 18         | 657    | 808    | -151   | 52     |
| 11.º | Aubenas Vals  | 30         | 11         | 0          | 19         | 571    | 770    | -199   | 52     |
| 12.º | Marmande      | 30         | 11         | 0          | 19         | 571    | 770    | -199   | 51     |
| 13.º | Racing Paris  | 30         | 10         | 1          | 19         | 530    | 741    | -211   | 51     |
| 14.º | Périgueux     | 30         | 9          | 3          | 18         | 541    | 864    | -323   | 51     |
| 15.º | US Tours      | 30         | 9          | 1          | 20         | 559    | 795    | -236   | 49     |
| 16.º | Rumilly       | 30         | 6          | 2          | 22         | 471    | 823    | -352   | 44     |

| Bandera de Francia    |
| Campeón Stade Montois |
| Primer título         |